# Jona Nareki
Pas d'image ? Cliquez ici

a Compétitions nationales et continentales officielles uniquement.

b Matchs officiels uniquement.
Dernière mise à jour le 18 septembre 2021.
Jona Nareki, né le 27 décembre 1997 à Sigatoka (Fidji), est un joueur de rugby à XV et rugby à sept néo-zélandais d'origine fidjienne, évoluant au poste d'ailier. Il joue avec Otago en National Provincial Championship, et avec la franchise des Highlanders en Super Rugby.

## Biographie
Jona Nareki est né aux Fidji, à Sigatoka, mais émigre avec sa famille en Nouvelle-Zélande alors qu'il est seulement âgé de quelques mois. Il grandit dans la ville de Whanganui, où il est d'abord scolarisé à la Whanganui High School (en), avant de terminer ses études à la Feilding High School (en). Après le lycée, il rejoint l'établissement d'Otago Polytechnic (en), où il étudie le sport et le management.
Il se nomme originellement Jona Malanicagi, mais décide changer son nom en Nareki, afin d'en simplifier la prononciation, lorsqu'il obtient la nationalité néo-zélandaise.

## Carrière

### Formation
Jona Nareki fait partie de l'équipe de rugby de la Wanganui High School,  qui dispute le championnat régional lycéen en 2014,. Il rejoint l'année suivante la Feilding High School, avec qui il continue de se distinguer rugbystiquement,. En 2015, il est retenu dans l'effectif de l'équipe des moins de 18 ans de la région des Hurricanes.
En 2015 également, il est sélectionné avec l'équipe des Barbarians scolaires néo-zélandais (en) (sélection scolaire réserve),.
Après le lycée, il rejoint le centre de formation de la province d'Otago, tout en jouant au niveau amateur avec le club de l'Alhambra-Union RFC dans le championnat local. De même, il participe aux entraînements de la franchise de Super Rugby des Highlanders au début de l'année 2017.
En 2017, il est sélectionné avec l'équipe de Nouvelle-Zélande des moins de 20 ans pour participer au championnat junior océanien, et joue deux matchs lors du tournoi,. Il est ensuite retenu afin de participer au championnat du monde junior 2017 en Géorgie,. Lors de la compétition, que son équipe remporte, il dispute une seule rencontre lors de la phase de poule face à l'Italie, marquant un essai à cette occasion.

### Débuts professionnels et carrière à sept
Nareki fait ses débuts professionnels en National Provincial Championship le 17 août 2017, à l'occasion d'un match contre North Harbour,. Sa première saison est particulièrement réussie, et remarquée, dans la mesure où il parvient à inscrire huit essais en neuf matchs,.
Repéré lors de la compétition provinciale, il obtient un contrat avec la sélection néo-zélandaise à sept pour la saison 2017-2018 des World Rugby Sevens Series,. Non utilisé lors des six premiers tournois de la saison, il dispute son premier tournoi en mars 2018 à Hong Kong. Il fait partie des sept débutants intégrés lors de ce tournoi, tandis que l'équipe type est au repos pour préparer les Jeux du Commonwealth de 2018. Il enchaîne ensuite avec les trois autres tournois de la saison, avant de disputer la Coupe du monde en juillet de la même année,. Il sacré vainqueur du tournoi avec son équipe, après avoir disputé quatre matchs comme remplaçant lors de la compétition.
De retour avec Otago pour la saison 2018 de NPC, il dispute une nouvelle bonne saison sur le plan comptable, avec dix rencontres jouées, et six essais marqués. Il participe également au bon parcours de son équipe qui obtient le Ranfurly Shield, et va jusqu'en finale du Championship (deuxième division du NPC),.
Avec la sélection à sept, il voit son contrat prolongé pour deux éditions des Sevens Series, soit jusqu'en 2020. Devenu un cadre des All Blacks Sevens, il dispute neuf des dix tournois de la saison, et inscrit dix-neuf essais,.

### Débuts en Super Rugby avec les Highlanders
En 2019, après une nouvelle bonne saison avec Otago, il obtient un contrat avec la franchise des Highlanders pour la saison 2020 de Super Rugby,. Ce contrat remplace son engagement avec la sélection néo-zélandaise à sept. Dès le début de la saison, il impressionne son entraîneur Tony Brown par son talent,. Il joue son premier match en Super Rugby le 7 février 2020 contre les Sharks. Il joue cinq matchs avant que la saison ne soit interrompue à cause de la pandémie de Covid-19, et inscrit trois essais. Il continue ensuite sa bonne forme lors du Super Rugby Aotearoa, où il maintient son statut de titulaire, et inscrit deux essais,.
Plus tard en 2020, il participe à la décevante saison de NPC d'Otago, qui s'achève par une élimination en demi-finale, et il ne parvient à marquer qu'un seul essai. Peu après la saison, il prolonge son engagement avec Otago pour une saison de plus.
La saison 2021 des Highlanders est celle de la révélation pour Nareki, qui effectue une série de performances remarquées. Il brille particulièrement lors d'un match contre les Chiefs en mars 2021, où il parcourt 192 mètres avec le ballon, et inscrit un triplé,. La qualité de sa saison est telle que certains observateurs voient en lui un avenir à l'aile gauche des All Blacks,. D'un point de vue collectif il participe à la bonne saison de son équipe, qui va jusqu'en finale du Super Rugby Trans-Tasman, où elle s'incline face aux Blues,.
Lors du NPC 2021, il ne joue qu'un match, avant de subir une grave blessure au ligament croisé antérieur du genou, ce qui l'éloigne des terrains pour une durée de six à neuf mois,.

## Palmarès

### En équipe nationale
- Vainqueur de la Coupe du monde de rugby à sept en 2018.

### En province et franchise
- Finaliste du NPC Championship en 2018 avec Otago.
- Finaliste du Super Rugby en 2021 avec les Highlanders.